# Turkiella zaitzevi
Turkiella zaitzevi là một loài ruồi trong họ Asilidae. Turkiella zaitzevi được Lehr miêu tả năm 1996. Loài này phân bố ở vùng Cổ Bắc giới.